# Metal·licitat

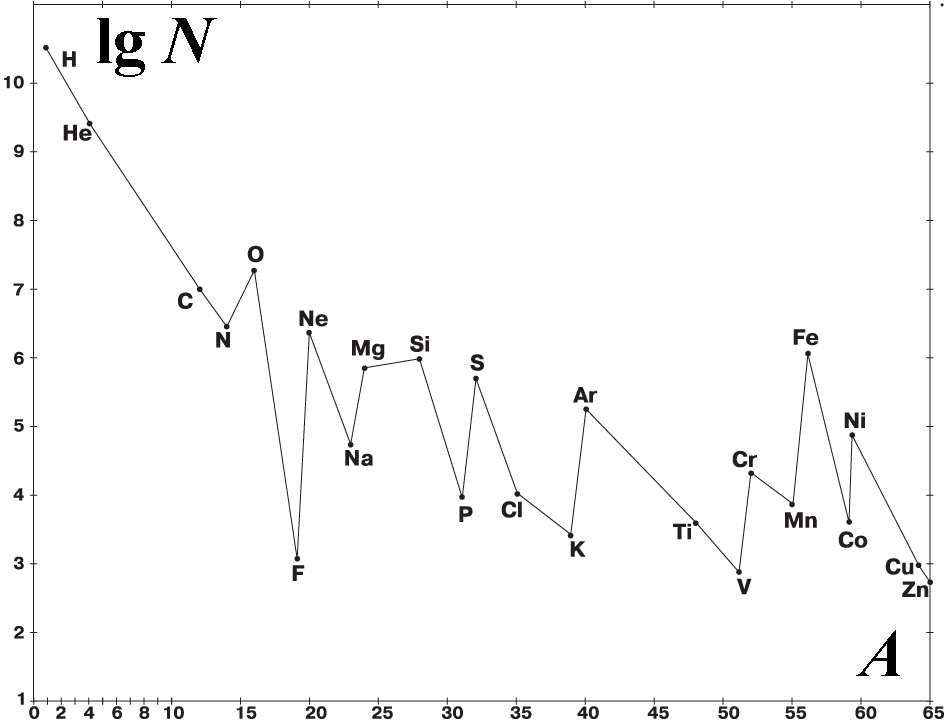
Composició química del Sol agafant 10^{6} el nombre d'àtoms de silici. L'escala vertical és logarítmica (logaritmes de nombre d'àtoms). A l'eix horitzontal s'hi representa el nombre màssic A.

Es diu metal·licitat d'un estel, o d'un medi, al seu contingut en elements pesants, és a dir, convencionalment, elements de massa atòmica igual o superior a la del carboni. Només s'aplica als estels, o els medis estel·lars. I es parla d'elements de massa atòmica igual, o superior, al carboni perquè aquests elements només es poden formar en les explosions de noves, o supernoves.
Espectroscòpicament és fàcil amidar l'abundància d'elements metàl·lics (en el sentit usual) en estrelles utilitzant la profunditat de les seves línies d'absorció. L'abundància d'aquests elements es troba correlacionada amb les abundàncies d'altres elements més lleugers com a carboni o oxigen. En astrofísica, solen denominar-se per aquesta raó metalls a tots els elements més pesants que l'heli. Atès que la fracció d'elements més pesants que l'heli augmenta en funció del temps còsmic, la metal·licitat d'una estrella està relacionada amb el moment que es va formar, cosa que permet deduir la seva edat o la zona de la galàxia on va néixer. En el cas de la Via Làctia la metal·licitat decreix dintre del disc a mesura que ens allunyem del centre, així mateix decau més ràpidament àdhuc si ens sortim del disc en la direcció perpendicular al plànol galàctic.

## Expressions de la metal·licitat
Hi ha diversos formalismes matemàtics per a expressar la metal·licitat.

### Metal·licitat en fraccions de massa
Una manera d'expressar la metal·licitat és amb les fraccions d'hidrogen, heli i metalls (la resta d'elements) segons les expressions on {\textstyle M_{\bigstar }} és la massa de tots els elements, això és, la massa de l'estel:
- {\displaystyle X={\frac {m(H)}{M_{\bigstar }}}}, fracció de massa d'hidrogen.
- {\displaystyle Y={\frac {m(He)}{M_{\bigstar }}}}, fracció de massa de l'heli.
- {\displaystyle Z={\frac {m(altres)}{M_{\bigstar }}}}, fracció de massa d'altres elements.

Es verifica que {\displaystyle X+Y+Z=1}.
La composició primordial de l'univers fou: X = 0,76; Y = 0,24;  Z= 0,00 i hom la troba en les galàxies més antigues; i la composició solar (el Sol és una estrella jove) és: X = 0,71; Y = 0,27; Z = 0,012 - 0,016.

### Índex de metal·licitat
| Estel             | Metal·licitat [Fe/H] |
| ----------------- | -------------------- |
| Sírius            | 0,50                 |
| Canopus           | -0,06                |
| Arcturus          | -0,57                |
| Alfa del Centaure | 0,24                 |
| Vega              | -0,5                 |
| Rigel             | -0,06                |
| Proció            | -0,02                |
| Betelgeuse        | -0,21                |

Per a l'establiment de la metal·licitat s'acostuma a utilitzar com a referència la composició química del Sol; normalment es considera com a mesura de la metal·licitat la proporció entre el nombre de nuclis de ferro i el nombre de nuclis d'hidrogen, acceptant de manera implícita que la proporció entre hidrogen i heli és aproximadament la mateixa per a tots els astres, i que també ho són les proporcions entre el ferro i qualsevol altre element químic més pesant que l'heli. En el cas del Sol, la metal·licitat és d'1,7 %. Les metal·licitats més baixes, d'aproximadament 10–4, corresponen als estels vells dels halos galàctics i les més altes, aproximadament 3 vegades la del Sol, als estels propers als centres galàctics espirals. Aquesta mesura no és de caràcter absolut sinó relativa. Les línies d'absorció que es comparen són les de l'hidrogen amb les del ferro. L'índex de metal·licitat s'expressa com a [Fe/H] que representa el logaritme del quocient entre l'abundància de metalls a l'estrella i l'abundància solar. Aquesta és la seva fórmula:
{\displaystyle [Fe/H]=\log {\left({\frac {ab.Fe}{ab.H}}\right)_{\bigstar }}-\log {\left({\frac {ab.Fe}{ab.H}}\right)_{\odot }}}
on ab. és l'abundància de ferro (Fe) o hidrogen (H), {\displaystyle \bigstar } fa referència a les dades de l'estrella i {\displaystyle \odot } del Sol.
L'índex de metal·licitat del Sol serà {\displaystyle [Fe/H]=0}. Els objectes més pobres en metalls que el Sol tenen un índex de metal·licitat negatiu i els més rics tenen un índex positiu. Com l'escala és logarítmica, una metal·licitat de «–1» equivaldrà a una abundància deu vegades menor a la del Sol i un índex de valor «+1» a una abundància deu vegades major. A la nostra galàxia, la Via Làctia, hom troba diferents zones de metal·licitat segons l'edat dels estels i dins d'un interval des d'aproximadament –3, pels estels més vells, a 0 pels més joves.

### Metal·licitat de les galàxies
La metal·licitat de les galàxies sovint s'expressa com una abundància d'oxigen respecte a l'hidrogen, ja que l'oxigen és generalment l'element pesant més abundant en massa i es pot mesurar fàcilment en espectres de nebuloses i galàxies. Per tant, proporciona un indicador de la metal·licitat de la galàxia. La fórmula és:
{\displaystyle 12+\log(O/H)}
Es fa servir el logaritme decimal (log) per comprimir una àmplia gamma de valors en una escala més manejable, ja que les abundàncies químiques varien en diversos ordres de magnitud. El valor de 12 es va establir perquè l'abundància solar típica d'oxigen respecte a l'hidrogen és aproximadament O/H ≈ 4,9 × 10−4, i el seu logaritme és aproximadament –3.3. En afegir 12, es normalitza de manera que la metal·licitat solar sigui al voltant de 8,7 en aquesta escala. Això permet expressar les abundàncies de manera més intuïtiva i evitar valors negatius o molt petits. En les galàxies espirals les metal·licitats són més baixes prop dels afores (als braços) i més altes prop dels centres de les galàxies, amb valors entre 8,7 i 9,2.

## Edat dels estels i metal·licitat

Relació metal·licitat-edat de les estrelles de la Via Làctia.

La quantitat dels elements més pesants en un estel és proporcional a la rapidesa i la durada del procés de transformació d'hidrogen en heli o nucleosíntesi. Per tant, la metal·licitat pot servir d'indicador de l'edat d'una estrella i pot ser utilitzat a més per ajudar a classificar les estrelles segons les diferents fases que travessen al llarg de la seva vida. No obstant això, en ritme de nucleosíntesi i l'edat d'una estrella no són els únics factors que n'afecten la metal·licitat. També depèn de la quantitat d'altres elements que eren presents quan es va formar l'estrella. Totes les estrelles, excepte aquelles de la primera generació, contenen material que ja ha estat part d'una altra estrella anteriorment. Al llarg del temps, la quantitat d'altres elements va augmentant a mesura que l'hidrogen i l'heli són transformats. Per tant, la metal·licitat dels estels es va incrementant en cadascuna de les successives generacions.
Aquesta metal·licitat creixent al llarg de les diferents generacions d'estrelles és el factor clau per definir les diferents poblacions d'estrelles a la Via Làctia. Les estrelles joves, com el nostre Sol, presenten una metal·licitat relativament alta (les quantitats absolutes d'aquests elements continuen sent molt petites comparades amb la quantitat total d'hidrogen de l'estrella). Aquest tipus d'estrelles componen l'anomenada Població I amb metal·licitat X ~ 0,70; Y ~ 0,28 i Z ~ 0,02. Aquestes estrelles tenen menys de 10 000 milions d'anys i es troben amb més freqüència als braços espirals de la nostra galàxia. Igualment, els estels dels cúmuls oberts són tots estels de la Població I. En termes generals, es pot dir que els estels de Població I tenen un moviment ordenat dins de la galàxia, amb òrbites gairebé circulars i sovint tenen sistemes planetaris al seu voltant.
A mesura que tornem enrere en el temps i observem estrelles més antigues, observem que decreix la metal·licitat. Aquests estels formen l'anomenada Població II i són els estels més antics que podem observar, amb valors X ~ 0,76; Y ~ 0,24 i Z ~ 0,001. Es poden trobar al llarg de la galàxia i formen òrbites el·líptiques i excèntriques. Es concentren en major nombre a centre i a l'halo galàctic i inclouen estrelles variables tipus RR Lyrae i subnanes. Són també les components dels cúmuls globulars, per la qual cosa sabem que aquests cúmuls són molt antics.
La Població III tenen Z = 0 i són els primers estels que es formaren després del Big-bang. A hores d'ara no hi ha cap detecció d'un estel d'aquest tipus.

## Metal·licitat i formació de planetes
En estrelles semblants a les de la mostra no s'hauria d'esperar que la formació de planetes sigui abundant fins que no s'entri a la regió de metal·licitat –0,5. Fins a aproximadament la meitat de l'edat de l'univers la metal·licitat de les estrelles era massa baixa perquè es formessin planetes. Per això les superterres no es van poder formar en les primeres etapes. S'estima que, segurament, les condicions adequades van sorgir per primer cop fa uns 7 000 milions d'anys. Naturalment, això també té implicacions per a la recerca de vida lluny de la Terra. En tenir una estimació més precisa, es pot entendre millor a quins llocs de l'univers podria haver prosperat la vida. No tindria sentit buscar-la en zones on, amb aquestes dades al cap, se sàpiga que és poc probable trobar un planeta.

Lluminositat M_{v} vs. metal·licitat [Fe/H] al Grup Local. Els cercles vermells són galàxies de tipus primerenc, els quadrats blaus són galàxies irregulars, la creu representa el Sol.

En general, els estels de baixa metal·licitat emeten més radiació ultraviolada (UV) que les riques en metalls. La proporció de radiació UV-C (que genera ozó) i UV-B (que el destrueix) depèn de la metal·licitat. En estrelles pobres en metalls domina la radiació UV-C, cosa que permet que es formi una capa densa d'ozó. Amb estels rics en metalls, on domina la radiació UV-B, els planetes tindran menys ozó. Així que, davant del que s'esperava, les estrelles pobres en metalls proporcionen un entorn més favorable perquè aparegui la vida. A mesura que envelleixi el cosmos, serà més hostil per a la vida. Les estrelles que arriben al final de la seva vida acaben expulsant els seus elements, o bé per mitjà del seu vent estel·lar, o bé en acabar com a supernoves. Aquest material s'incorpora a la següent generació d'estrelles, incorporant més metalls. És a dir, cada nova generació d'estrelles és més rica en metalls que l'anterior perquè disposa de més metalls que poder incorporar a la seva composició. Per tant, la probabilitat que els nous sistemes estel·lars produeixin vida descendeix a mesura que l'univers envelleix. Això no vol dir, però, que la possibilitat de trobar vida sigui mínima. Al cap i a la fi, moltes estrelles, amb exoplanetes al seu voltant, tenen una edat similar a la del Sol.

## Relació metal·licitat-lluminositat
Les galàxies presenten una relació força estreta entre la seva lluminositat i la seva metal·licitat: les galàxies més brillants són més riques en metalls. Aquesta relació continua per a les galàxies nanes.